# Saint-Médard-de-Guizières
Saint-Médard-de-Guizières egy francia település Gironde megyében az Aquitania régióban. Lakosainak száma 2408 fő (2022. január 1.).

## Adminisztráció
Polgármesterek:
- 2008–2014 Jean-Louis Chabrolles
- 2014–2020 Mireille Coute-Jaubert

## Demográfia
| Lakosok száma | 1737 | 1935 | 1897 | 2154 | 2392 | 2382 | 2380 | 2391 | 2386 | 2408 |
|               | 1968 | 1982 | 1990 | 2006 | 2013 | 2015 | 2017 | 2019 | 2020 | 2022 |

## Testvérvárosok
- Wedmore USA 1975-óta